# Јелена Прокопчука
Јелена Прокопчука рођена Челнова (лет. Jeļena Čelnova-Prokopčuka; Рига СССР сада Летонија 21. септембра 1976) је бивша летонска атлетичарка, која се такмичила на дугим стазама. Највећи успех је постигла двоструком победома на њујоркшком маратону у 2005. и 2006.
У полумаратону на Светском купу 2001 у Бристолу, заузела је пета, а следеће године у Бриселу трећа.
Године 2003. учествује у маратонским тркама. У првој на Лондонском маратону је седма са 2:25. Следеће године је била четврта на Бостонском и пета на Њујоршком маратону.
У 2005. је победила на Осака маратону са својим најбољим временом 2:22:56. Исте године, у Њујорку успела је да победи у узбудљивој завршници.
У 2006. је била друга у Бостонском маратону, шеста у трци на 10.000 метара на Европском првенству у Гетеборгу, и поново прва у Њујорку.
У 2007. је била друга у Бостону и друга у Њујорку, а четврта у Бостону 2008.
Јелена је висока 1,68 м, а тешка 51. килограм. Удата је за летонског маратонца Александра Прокопчука, који држи летонски рекорд у маратону 2:15:56 од 1995.

## Лични рекорди на отвореном
400 м — 1:00,46 — / — 1. јануар 1998.
800 м — 2:05,82 — / — 1. јануар 2000.
1.500 м — 4:12,36 — Будимпешта — 22. јел 2000.
3.000 м — 8:42,86 — Стокхолм — 25. јул 2006.
5.000 м — 14:47,71 — Стокхолм — 1. август 2000.
10.000 м — 	30:38,78 — Гетеборг — 7. август 2006.
10 км — 31:33 — Манчестер — 21. мај 2006.
15 км — 48:39 — Zaandam — 17. октобар 2002.
20 км — 1:06:44 — Париз — 13. октобар 2006.
Полумаратон —	1:08:43 — Бристол — 7. октобар 2001.
25 км — 1:24:42 — Осака — 30. јануар 2005.
30 км — 1:41:22 — Осака — 30. јануар 2005.
Маратон — 2:22:56 — Осака — 30. јануар 2005.
5 миља улично — 25:40 — Балмпрал — 22. април 2000.
10 миља улично — 53:35 — Портсмут — 14. октобар 2001.

## Лични рекорди у дворани
1.500 м — 4:19,4 — Рига — 4. фебруар 2000.
2.000 м — 5:55,05 — 	Panevezys 	29. јануар 2000.
3.000 м — 8:44,66 — Гент — 27. фебруар 2000.